# Château de Thauvenay
Le château de Thauvenay est situé sur la commune de Thauvenay, dans le département du Cher et dans la région naturelle du Sancerrois, en France.

## Historique

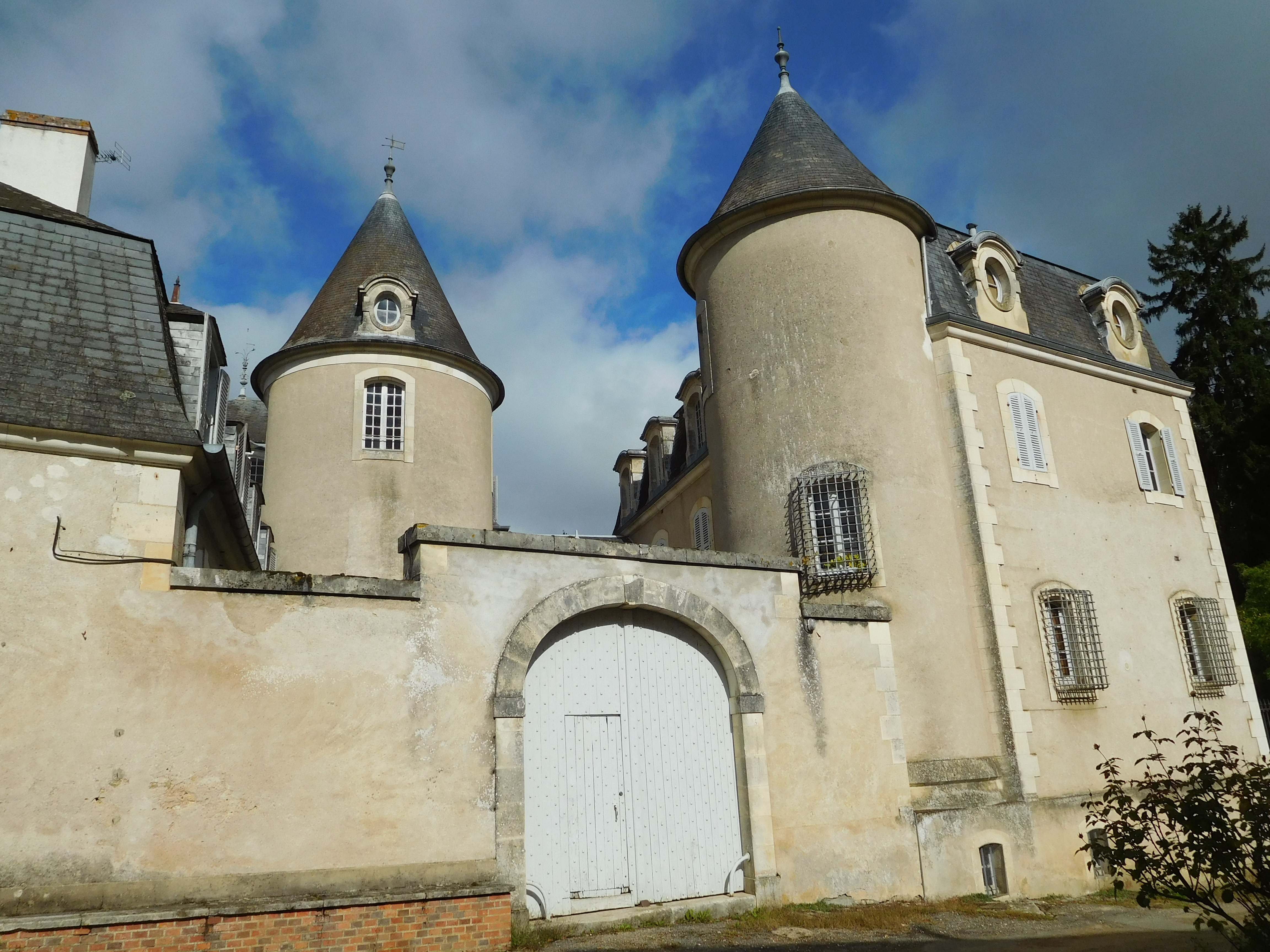
Tourelles.

Pierre Perrinet de Faugnes réédifie entièrement le logis seigneurial, en 1773, à l'emplacement du château reconstruit au XIIIe siècle. Un vaste parc est aménagé comme l'atteste le plan terrier de la seigneurie, contemporain de la construction.
Le château est racheté en 1819 par la comtesse Bachasson de Montalivet qui réaménage le logis. Jean-Pierre de Montalivet crée la même année le vignoble du château. Il passa par la suite à leur petit-fils, Arthur de Chabaud-Latour. En 1898, la famille de Chabaud-Latour l'agrandit à l'est d'un nouveau corps de bâtiment avec tourelles fermant la cour située derrière les cuisines du château ; la construction et la décoration sont confiées à l'architecte Louis Parent.
Georges et Anne de Choulot de Chabaud-La Tour vendent le domaine en 2016 à la Maison Langlois-Chateau, spécialisée dans les vignobles et crémants de Loire.